# Wańkowa
Wańkowa (w latach 1977–1981 Jankowa) – wieś w Polsce położona w województwie podkarpackim, w powiecie leskim, w gminie Olszanica. Leży w dolinie potoku Wańkówki.

## Historia
Do XVIII wieku na wzgórzu w północno-zachodniej części wsi istniała tu niewielka fortyfikacja, o kształcie trapezu z czterema bastionami w narożach.
W połowie XIX wieku właścicielem posiadłości tabularnej Wańkowa z Kleofasówką był Maksymilian Zatorski. Pod koniec XIX wieku właścicielem tabularnym dóbr we wsi był Jakub Wiktor, a jego spadkobiercą została córka Maria Rozwadowska.
Wańkowa jest jednym z najstarszych ośrodków górnictwa naftowego na świecie, rafineria oraz kopalnie ropy naftowej istniały tu przed 1884, rafineria obsługiwała m.in. kopalnie ropy naftowej w Ropience i Łodynie.
Przed 1939 dyrektorem kopalń nafty w Wańkowej był inż. August Kolb.
W okresie międzywojennym wieś w powiecie leskim województwa lwowskiego. W latach 1945–1946 nacjonaliści ukraińscy z OUN-UPA zamordowali tutaj 14 Polaków, paląc wszystkie gospodarstw pozostałe po Ukraińcach przesiedlonych do ZSRR.
W Wańkowej urodzili się Krzysztof Zamorski, Bronisław Bikowski, Mirosława Nykiel.
W latach 1975–1998 miejscowość administracyjnie należała do województwa krośnieńskiego.
Miejscowość jest siedzibą parafii rzymskokatolickiej Matki Bożej Różańcowej należącej do dekanatu Ustrzyki Dolne w archidiecezji przemyskiej.

## Zabytki
- Dawna drewniana cerkiew greckokatolicka wybudowana w 1726 w Ropience, a przeniesiona w 1985 do Wańkowej. Od 1986 użytkowana jako rzymskokatolicki kościół parafialny.

## Galeria

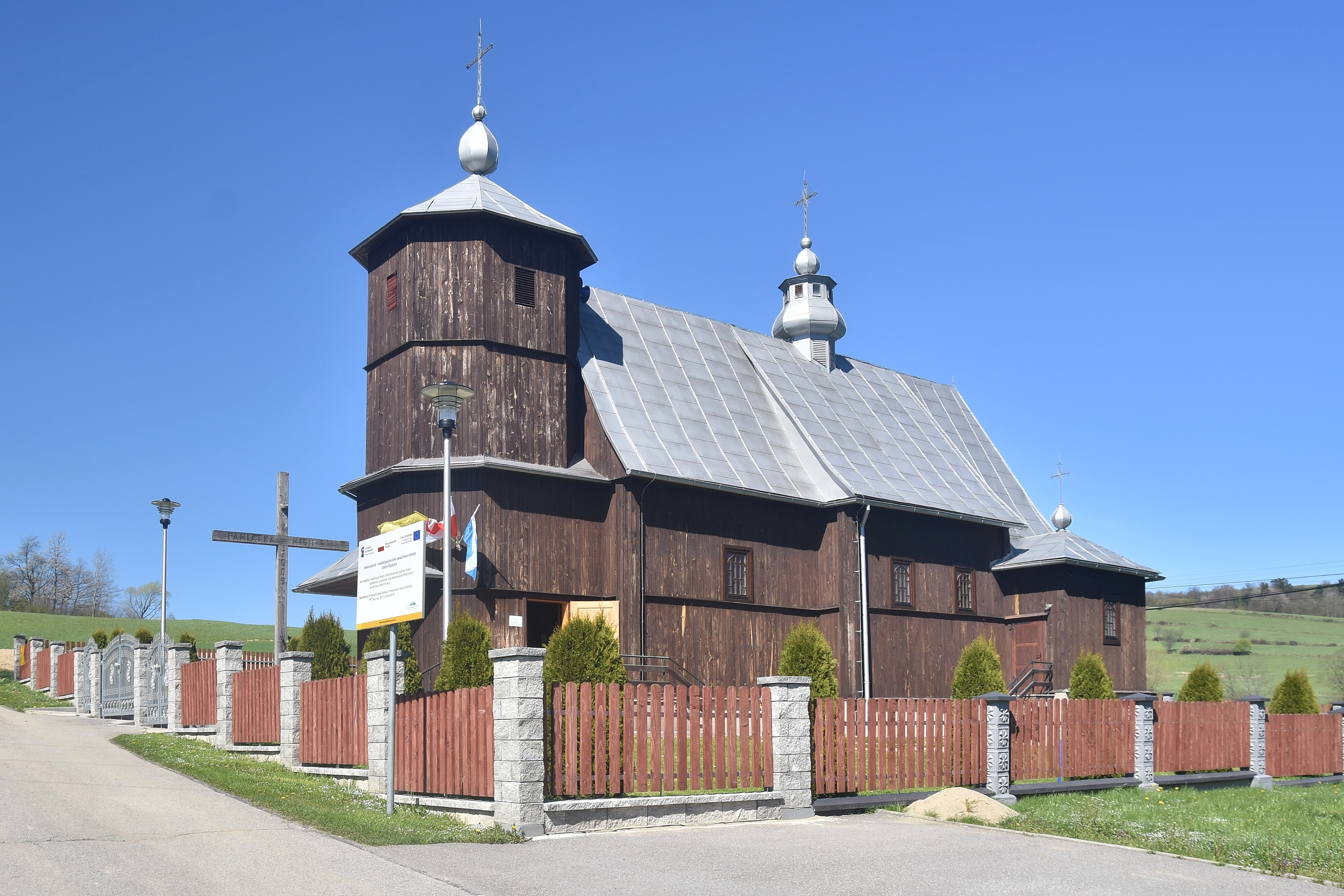
Dawna cerkiew Narodzenia Bogurodzicy
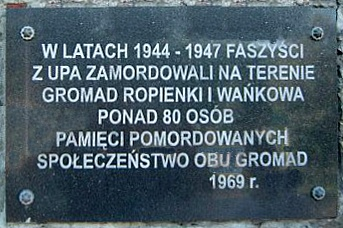
Tablica pamiątkowa poświęcona Polakom zamordowanym przez UPA
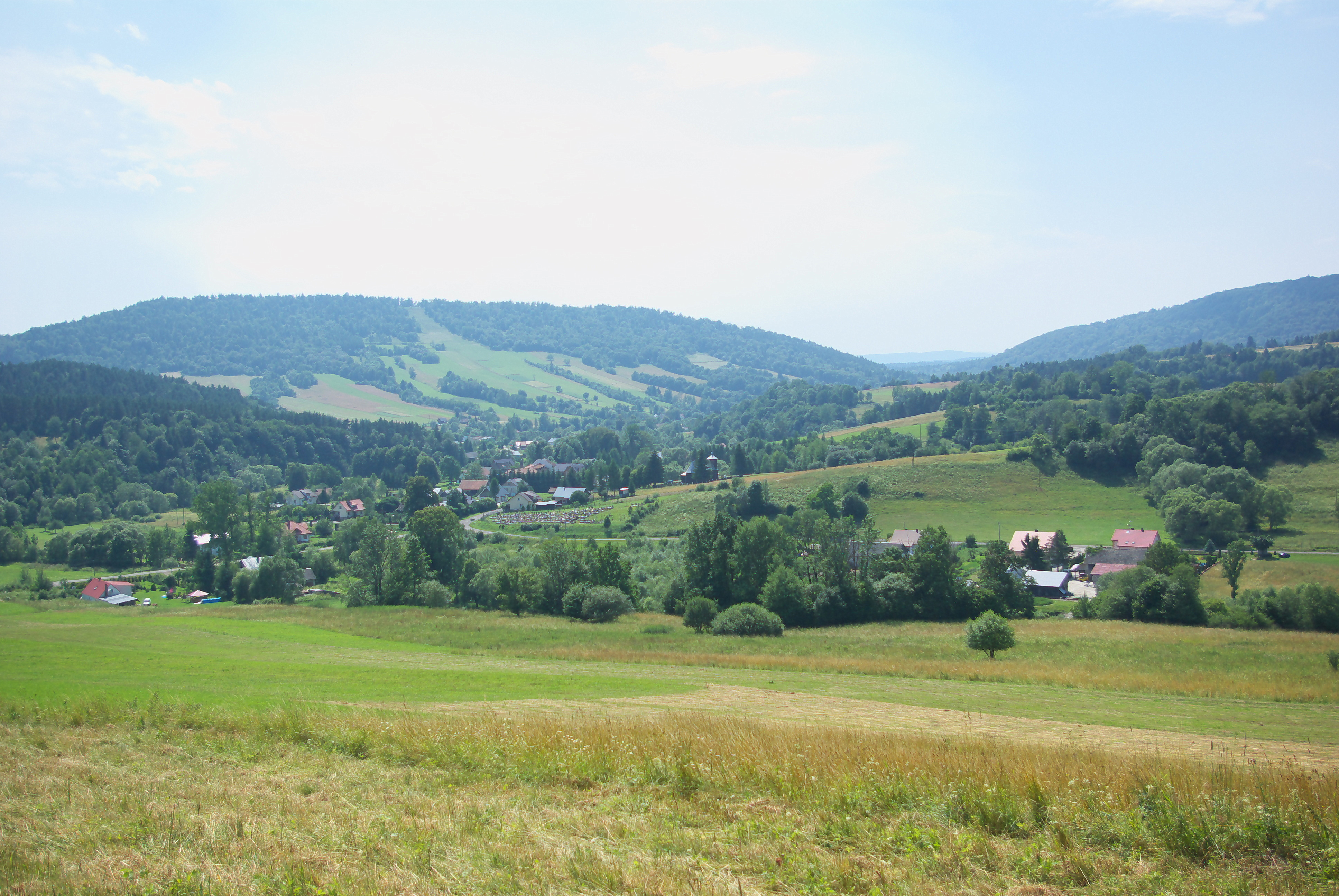
Widok na wieś